# Neodasys uchidai
Neodasys uchidai är en djurart som tillhör fylumet bukhårsdjur, och som beskrevs av Adolf Remane 1961. Neodasys uchidai ingår i släktet Neodasys och familjen Neodasyidae. Inga underarter finns listade i Catalogue of Life.